# Le Bélieu
Le Bélieu is een gemeente in het Franse kanton Morteau dat behoort tot het departement Doubs (regio Bourgogne-Franche-Comté) en telt 500 inwoners (2019). De plaats maakt deel uit van het arrondissement Pontarlier.

## Geografie
De oppervlakte van Le Bélieu bedraagt 10,8 km², de bevolkingsdichtheid is 47 inwoners per km².

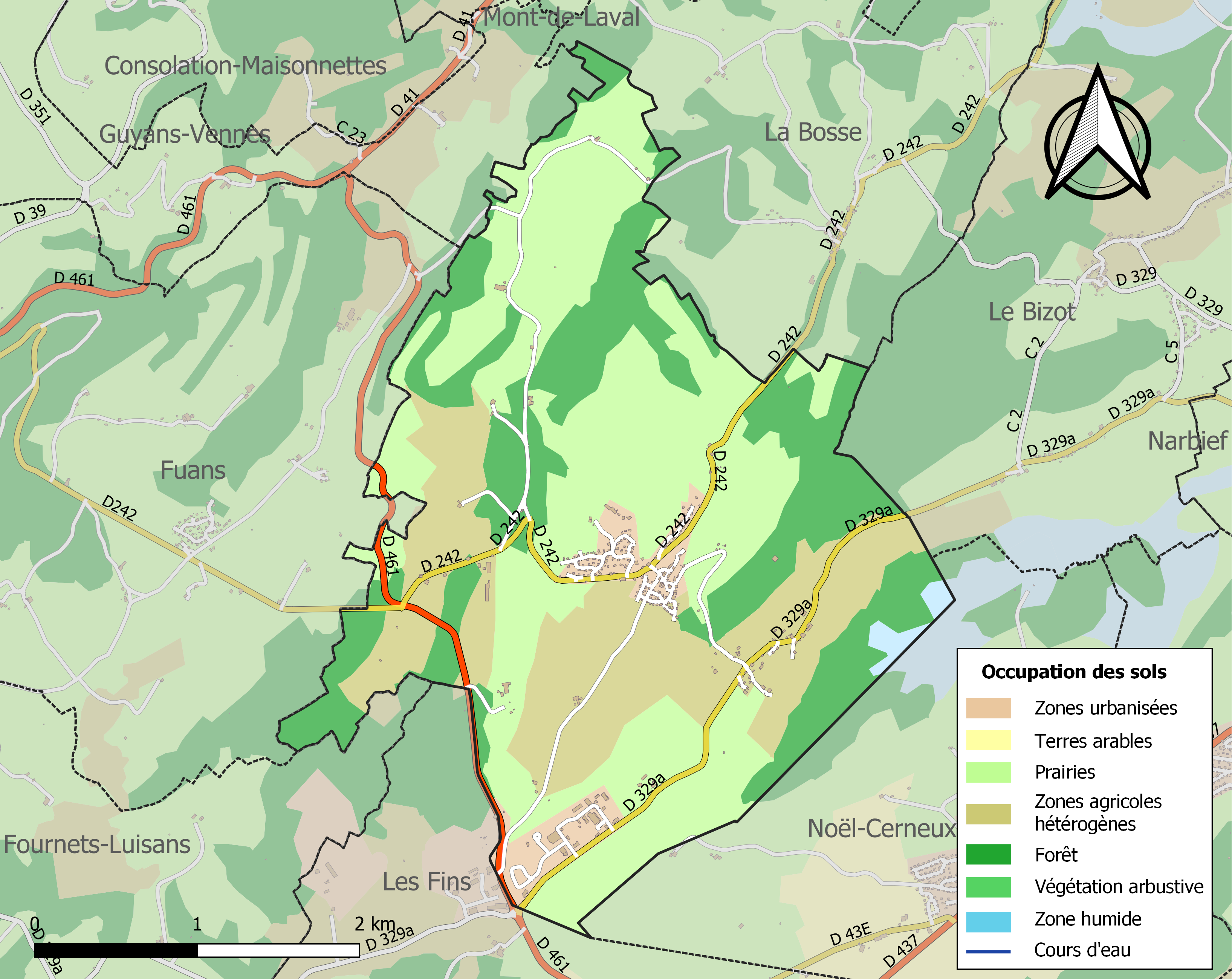
Kaart van de gemeente met de belangrijkste infrastructuur, bodemgebruik en omliggende gemeenten

## Demografie
Onderstaande figuur toont het verloop van het inwonertal (bron: INSEE-tellingen).

## Geboren
- Étienne-Théodore Cuenot (1802-1861), heilig verklaarde missiebisschop